# Ixiolirion karateginum
Ixiolirion karateginum är en bergliljeväxtart som beskrevs av Vladimir Ippolitovich Lipsky. Ixiolirion karateginum ingår i släktet bergliljor, och familjen bergliljeväxter. Inga underarter finns listade i Catalogue of Life.